# Ганн, Юлиус
Юлиус Ганн (нем. Julius von Hann; 23 марта 1839, Вартберг-об-дер-Айст — 1 октября 1921, Вена) — австрийский метеоролог, директор центрального метеорологического учреждения Австрии (К. К. Centralanstalt f. Meteorologie), член Венской академии наук, ординарный профессор Венского университета.
Его исследования напечатаны, главным образом, в «Sitzungsber. d. k. k. Akademie der Wissensch. math. naturw. Klasse» [1] и в «Zeitschrift der Oesterreichischen Gesellschaft für Meteorologie» (1866—1885) и «Meteorologische Zeitschrift» с 1886 г. Первые его исследования касались теории фёна — сухого теплого ветра в Альпах. До него обычно думали, что он дует из Сахары; Ганн доказал, что причины теплоты и сухости — динамические, то есть что воздух нагревается при нисхождении, а оттого и относительная влажность становится меньше. Когда на северном склоне Альп дует фён, на южном склоне воздух обычно гораздо холоднее и влажнее. То же замечается и на Кавказе.
Позже Ганн теми же динамическими признаками объяснил явление, давно известное в горах: зимой при тихой погоде и высоком барометре в долинах и на равнинах температура обычно низка, а в горах температура гораздо выше, при ясном небе и большой сухости воздуха. В ряде работ он ещё доказал, что в Европе до высоты 3000 м воздух теплее в антициклонах, чем в циклонах, и тем пошатнул господствующую теорию циклонов.
В целом ряде статей занялся условиями, в которых находится водяной пар в атмосфере и образуются осадки, также доказал, что обильные осадки могут быть только при восхождении воздуха. Обширное исследование Ганна «Regenverhältnisse von Oesterreich-Ungarn» («Sitz. А.», октябрь и январь 1880) не только дало много новых проверенных данных, но указывает на способ воспользоваться краткими периодами наблюдений по способу одновременных отклонений. Такое же обширное исследование посвящено им и температуре западной части Австрийской империи: «Temperatur der Oesterr. Alpenländer» («Sitz. А.», ноябрь, 1884, март и июнь 1885).
Ганн первый ввел в метеорологию понятие об изменчивости температуры в смысле разности температур двух смежных дней. Он составил метеорологическую часть нового издания физического атласа Берггауза, «Atlas der Meteorologie» (Гота, 1887), и эти важные работы послужили поводом к более обширному исследованию над давлением воздуха в средней и южной Европе («Vertheilung des Luftdruckes in Mittel und Südeuropa» (Вена, Hölzel, 1880). В этом труде даны новые методы исследований, и результаты достигли неизвестной до того точности.
Ганн состоял редактором «Zeitschrift der Oesterreichischen Gessellschaft für Meteorologie» (1866—85) и «Meteorologische Zeitschrift» (с 1886), и в этих журналах помещено много его статей и рецензий. Особенно замечательны его статьи о климате разных стран, сообщающие много данных и написанные ясно и понятно. Они послужили ему материалом для большой книги «Handbuch der Klimatologie» (Штутгардт, 1883), первого труда этого рода.